# Anna Pantůčková
Anna Pantůčková (1907 – 2002) byla česká příležitostná herečka jediné filmové role.

## Dílo
Ve filmu Dědictví aneb Kurvahošigutntag hrála stařičkou tetu Bohuša, kterého ztvárnil Bolek Polívka. Film se natáčel v Olšanech v chalupě, kterou měla pronajatou od obce. V pokročilém stáří chalupu opustila a odstěhovala se do Prostějova. Zemřela v 94 letech.